# Radio Santec
Radio Santec ist ein neureligiöser Rundfunksender in Marktheidenfeld-Altfeld. Zweck der Gesellschaft ist laut Handelsregisterauszug von 2019 „die Verbreitung, Produktion und Verarbeitung von Radio- und Fernsehsendungen mit religiösem Inhalt“ im Sinne der Ideologie der vielfach kritisierten neuen religiösen Bewegung Universelles Leben, deren Publikationen im Gabriele-Verlag Das Wort erscheinen.

## Programmanbieter
Die Gesellschaft tritt durch mehrere Radio- und Fernsehprogramme an die Öffentlichkeit. Am Stammkapital des Verlags sind laut Gesellschaftervertrag vom 9. Dezember 2019 Matthias Köbler (49 Prozent), Brigitte Hofer (31 Prozent) und Gert-Joachim Hetzel (20 Prozent) beteiligt. Neben den aktuellen Gesellschaftern ist lt. Handelsregisterauszug (siehe oben) Alfredo Stefano Delú weiterer Geschäftsführer. Erstmals im Handelsregister Würzburg eingetragen wurde der Sender im Mai 1999, die Marke „Santec“ wurde jedoch bereits ab mindestens 1993 als Name für die mittlerweile aufgelösten „Santec-Studios“ in Würzburg verwendet. Vor dem Start des Fernsehprogramms bilanzierte das Unternehmen knapp 700.000 EUR im Rechnungsjahr 2008, im Jahr 2012 waren es rund 740.000 EUR.
Die Lehren und Inhalte des Verlagsangebots und der Radio- und Fernsehprogramme, zu denen auch Die neue Zeit TV, der Sender Neu Jerusalem und dessen Ableger für den afrikanischen Kontinent Gabriele-TV gerechnet werden, sind weitgehend dieselben.

## Inhalte
Die Sendungen beinhalten meditative Textlesungen, Lesungen aus den Schriften Witteks, Gesprächsrunden und Musik, überwiegend Klassik. Es werden auch Kinder- und Jugendsendungen angeboten sowie Reportagen über die Eigenbetriebe des Universellen Lebens und Tiersendungen. Thematische Schwerpunkte sind kirchenfeindliche Polemik und der Wiedergeburtsglaube der als „Prophetin“ verehrten Gabriele mit einer Art „Göttlichen Buchhaltung“ über gute und schlechte Taten sowie Tierliebe. Mit der Aussage auf der Homepage des Senders, man verbreite „göttliche[n] Offenbarungen, gegeben durch alle wahren Gottespropheten – von Abraham bis Gabriele“, stellt der Programmanbieter die Gründerin des Universellen Lebens auf dieselbe Autoritätsstufe mit den Propheten der Bibel.
Seit Beginn des russischen Kriegs in der Ukraine  wird außerdem in zahlreichen Sendungen der russische Angriffskrieg auf die Ukraine verharmlost und die USA mitsamt dem Westen und der NATO, auch mit „göttlichen Offenbarungen“ unterfüttert, an den Pranger gestellt.

## Hörfunk
Radio Santec sendet seit mindestens Mitte der 1990er Jahre in deutscher Sprache, weitere Sprachen sind heute als Voice Over hörbar. Von Beginn an war das Programm unter dem Namen Universelle Welle, später Das Wort – die kosmische Welle im Timesharing mit dem Missionswerk Werner Heukelbach über russische Kurzwellen-Relaisstationen zu hören („wahrscheinlich“ ausschließlich), später über die Kurzwellensendeanlage in Jülich der DTAG (also noch vor der Übernahme der Anlage durch einen Privatinvestor) parallel zur Deutschen Welle. Danach wurden Kurz- und Mittelwellenfrequenzen u. a. im Timesharing mit Stimme Russlands vom Sender Wachenbrunn der Media Broadcast genutzt. Sie wurden Ende 2010 abgeschaltet und das Programm unter dem heutigen Namen als Webradio mit einem täglichen 24-stündigen Programm weitergeführt.

## Erde und Mensch TV
Der Fernsehsender Erde und Mensch – Frei leben gehörte zu Radio Santec und sendete über den Satelliten Eutelsat in hauptsächlich deutscher, jedoch auch italienischer, englischer und vereinzelt französischer bzw. spanischer Sprache. Rechtlich verantwortlich war die Erde und Mensch TV GmbH aus Italien. Am 1. Dezember 2015 wurde der Sendebetrieb eingestellt.

## Sophia TV
Der Fernsehsender von Radio Santec war nach Die Neue Zeit TV der zweite über den Satelliten Astra empfangbare (aktuell nur noch Livestream) und zum Universellen Leben gehörende Sender. Lizenziert wurde der Kanal in Deutschland durch die Landesanstalt für Medien Nordrhein-Westfalen (LfM) mit Bescheid vom 18. August 2009. Noch vor dem Sendestart wurde der Name in Sophia TV geändert. Der Name „Sophia“ wird als „Symbol für die Göttliche Weisheit“ gedeutet. Aktuell (Stand 6. April 2023) ist Sophia TV in englischer Sprache auf der Internetseite von Radio Santec aubrufbar, auch mit einem speziellen Ableger für Australien.

## Weitere Medienunternehmen
Zu Radio Santec gehören weitere Tochtergesellschaften:
- Gegenstand der Bild & Ton – Produktion für das Leben GmbH[15] (früher Santec Media GmbH) „ist die Produktion, die Verarbeitung, der Vertrieb und der Handel von und mit Audio- und Video-Produktionen sowie Radio- und Fernsehsendungen, Film, DVDs, CDs, Tonträgern und Wiedergabegeräten aller Art, Büchern, Zeitungen, Werbe- und Bildmaterialien, die Planung, Organisation und Durchführung und Förderung künstlerischer Aktivitäten, die Erbringung von journalistischen Dienstleistungen sowie alle in diesem Zusammenhang stehenden Tätigkeiten“.[16] Bild und Ton produziert zahlreiche Sendungen für Die Neue Zeit TV.[17] Einige Videos sind auch über das von Dieter Potzel betriebene Online-Portal Der Freie Geist abrufbar.[18]
- Aufgabenfelder der Santec Music GmbH sind
  - die Produktion, der Vertrieb und der Handel von und mit Musik-CDs, DVDs und allen Musikträgern und Abspielgeräten, Büchern, Zeitungen und Werbe- und Bildmaterialien
  - die Planung, Organisation und Durchführung von Konzerten aller Art (darunter die „Internationalen Altfelder Konzerte“)
  - die Förderung musikalischer und künstlerischer Aktivitäten, z. B. in Erziehung, Grund- und Weiterbildung, sowie alle in diesem Zusammenhang stehenden Tätigkeiten.[16]

## Kritik
(Siehe auch Hauptartikel: Universelles Leben bzw. den Abschnitt Kontroversen)
Die evangelische Kirche in Michelrieth beobachtet bereits seit Jahren, dass mit der Einstellung der meisten Printmedien eine Vielzahl neuer Sender gegründet wurden. Sie sieht im Universellen Leben eine „in ihrer Konfliktträchtigkeit meist unterschätzte Gruppierung“.  Ihren Ausdruck findet die Kritik nicht zuletzt in den Fernsehsendungen, die als Gesprächsrunden gestaltet sind, tatsächlich jedoch aus sorgfältig aufeinander abgestimmten und einstudiert wirkenden Dialogen ohne sichtbare spontane Elemente oder Einschübe der „Talkgäste“ bestehen.
Es fällt auf, dass das Medienimperium des Universellen Lebens trotz inzwischen zwei Fernsehsendern auf Astra in der Öffentlichkeit bisher wenig zur Kenntnis genommen wird. Auf den offiziellen Websites wird kaum ein Bezug zum Universellen Leben deutlich. Programme und Inhalte werden von sporadischen Zuschauern teilweise nicht richtig eingeordnet oder werden in Forumsdiskussionen sogar christlichen Kirchen zugeschrieben. Das Kirchenportal Confessio.de vermutet dahinter eine Strategie. So sei beispielsweise bei einer Veranstaltung des Verlags für außenstehende Zuhörer keinerlei Bezug zum Universellen Leben deutlich geworden. In den vergangenen Jahren sei die Gemeinschaft selbst immer wieder zum Gegenstand öffentlicher Auseinandersetzungen geworden. Der Name „Universelles Leben“ sei darum offenbar kein gutes Aushängeschild mehr, wecke er doch bei Vielen negative Assoziationen. Dazu passe es nicht, mit einer Organisation in Verbindung gebracht zu werden, der totalitäre Strukturen vorgeworfen würden. Es gehe „um die Vernichtung eines Gegners und um die eigene Profilierung gegen die Kirchen“.